# Antonio Landriscina
Antonio Landriscina (Trinitapoli, 10 april 1885 – Bologna, 4 augustus 1974) was een Italiaans componist, dirigent en bugelist.

## Levensloop
Landriscina was van jongs af aan geïnteresseerd in de muziek en woonde al vroeg, samen met zijn vader, operavoorstellingen in het Teatro San Carlo in Napels bij. Hij leerde de bugel te bespelen en werd later een virtuoos op dit instrument. In de banda van zijn geboorteplaats was hij al op zeer jonge leeftijd een gewaardeerd muzikant. Hij studeerde bij Maestro Tondi in Foggia compositie en HaFa-instrumentatie. Na de dood van beide ouders kwam hij in een moeilijke economische situatie en besliste als bugelist in een banda van het Italiaanse leger te gaan, om een financiële zekerheid te hebben. De eerste muziekkapel was gestationeerd in Chieti, waar hij ook lid werd van een lokale mandolinevereniging. Vervolgens kwam hij naar Rome waar hij naast zijn werkzaamheden bij de militaire banda op advies van zijn dirigent, Maestro Costantini, ook studeerde aan de Accademia Nazionale di Santa Cecilia bij Alessandro Vessella.
Na het behalen van zijn diploma's werd hij in 1909 dirigent van de Militaire Kapel van het 60e Infanterie Regiment in Viterbo, een fanfareorkest. Daarnaast werd hij dirigent van de civiele Banda musicale Complesso Bandistico Fedeli di Vitorchiano. Vanaf 1927 werd hij dirigent van de Banda Presidiaria del VI corpo d'Armata di Bologna (35e Infanterie regiment). Aldaar bleef hij tot zijn pensionering. In 1944 richtte hij de Corpo Bandistico Gioacchino Rossini Città di Bologna op, die nog altijd bestaat. De eerste repetitie van de banda (harmonieorkest) vond plaats in de Paus Benedictus XIV-straat, in het gebouw, dat nu het conservatorium is, in grote zaal op de begane grond. Deze zaal draagt nu nog de naam Aula Banda. In de laatste jaren van zijn leven richtte hij ook nog de Banda civica a Lizzano in Belvedere op en dirigeerde dit harmonieorkest tot een paar maanden voor zijn dood. 
Naast een aantal bewerkingen van klassieke muziek voor banda schreef hij ook eigen werken, waarvan de marsen Un saluto a Vitorchiano (1918) en Gioiosa nog altijd uitgevoerd worden.